# 南延岡駅
南延岡駅（みなみのべおかえき）は、宮崎県延岡市構口町一丁目にある、九州旅客鉄道（JR九州）・日本貨物鉄道（JR貨物）日豊本線の駅である。

## 歴史
- 1922年（大正11年）2月11日：開業[1]。
- 1945年（昭和20年）8月10日：延岡大空襲により、駅本屋構内が全焼。
- 1978年（昭和53年）4月5日：現3代目駅舎竣功。
- 1985年（昭和60年）3月14日：専用線発着コンテナ貨物の取扱を開始[3]。荷物の取扱を廃止[3]。
- 1987年（昭和62年）4月1日：国鉄分割民営化により、JR九州・JR貨物の駅となる[3]。
- 1996年（平成8年）6月1日：宮崎総合鉄道事業部発足により、大分支社から鹿児島支社に移管。
- 1999年（平成11年）：併設する南延岡運輸センター廃止。
- 2002年（平成14年）3月23日：寝台特急「彗星」が停車開始。
- 2006年（平成18年）9月17日：台風13号による竜巻のため、特急「にちりん9号」が延岡側手前400mで脱線し、前2両横転。詳細はJR日豊本線脱線転覆事故を参照。
- 2022年（令和4年）4月1日：宮崎支社の発足により、鹿児島支社から同支社へ移管[4]。
- 2023年（令和5年）8月：貨物取扱終了[5]。
- 2023年（令和5年）10月1日：JR九州サービスサポートによる業務委託駅から[6]、九州旅客鉄道本体による直営駅へと変更[7]。

## 駅構造

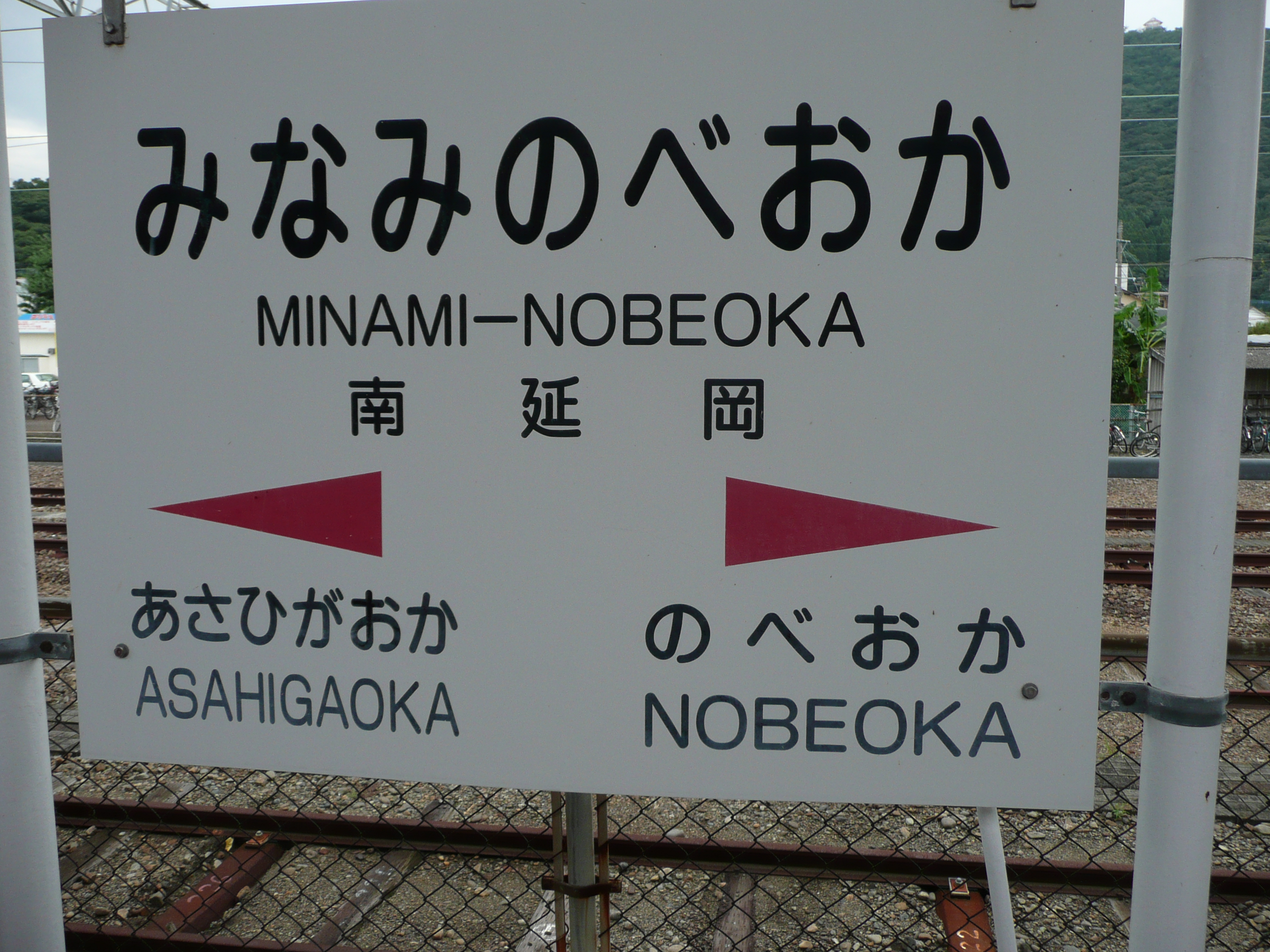
駅名標

単式ホーム1面1線と島式ホーム1面2線、合計2面3線のホームを有する地上駅。留置線・側線を11本有し、うち東側の5本は旅客用、西側の6本は貨物用となっているが、2017年12月時点では旅客用は車止めが置かれ使用停止となっている。1本の跨線橋で駅舎2階とホーム連絡しており、橋上駅となっている。
駅舎は鉄筋コンクリート2階建てで、改札外に待合所がある。
JR九州本体による直営駅であり、みどりの窓口が設置されている。

### のりば
| のりば | 路線      | 方向 | 行先               | 備考                |
| ------ | --------- | ---- | ------------------ | ------------------- |
| 1      | ■日豊本線 | 上り | 延岡・大分方面     | 当駅始発は3番のりば |
| 2・3   | ■日豊本線 | 下り | 宮崎・宮崎空港方面 | 一部1番のりば       |

### 貨物取扱・専用線

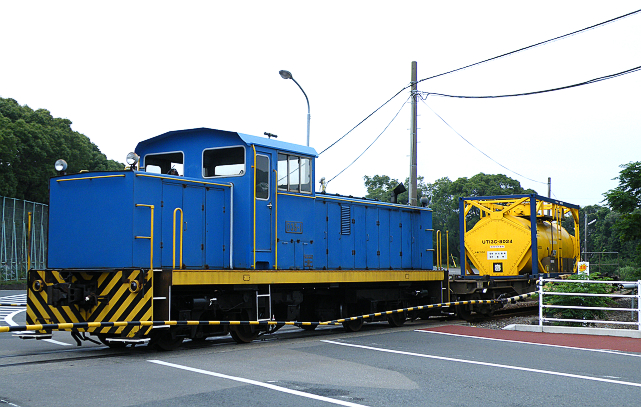
専用線経由で工場へ引込まれる液化塩素コンテナ（2009年6月）

JR貨物の駅としては専用線発着のコンテナ貨物と専用線発着の車扱貨物の取扱駅となっていた。
旭化成（旧旭化成ケミカルズ工場）へ続く専用線があり、コンテナ車とタンクコンテナを使用した液化塩素の発送が行われていた。大牟田駅に接続する三井化学大牟田工場向けの輸送が主体となっていたが、同工場の鉄道輸送は2020年5月に終了した。その北側から、旭化成愛宕工場へ続く専用線が分岐しており、こちらもコンテナ車が入線していた。
2019年3月改正時点では、以下の高速貨物列車が発着していた。
出発
- 8076列車 北九州貨物ターミナル駅 着

到着
- 4071列車 北九州貨物ターミナル駅 発

これらの輸送は、2023年8月に終了した。

#### 1985年時の常備貨車
- 旭化成工業所有
  - タキ5000形（塩酸専用）1両
  - タキ1400形（カセイソーダ液専用）6両
  - タキ1650形（カセイソーダ液専用）3両
  - タキ2600形（カセイソーダ液専用）12両
  - タキ2800形（カセイソーダ液専用）3両
  - タキ4200形（カセイソーダ液専用）8両
  - タキ7750形（カセイソーダ液専用）16両
  - タム2300形（液化塩素専用）26両
  - タム8500形（液化塩素専用）20両
  - タキ5400形（液化塩素専用）2両
  - タキ5450形（液化塩素専用）16両
  - タキ5450形（液化塩素（航送用）専用）9両
  - タキ10700形（希硝酸専用）4両
  - タキ7500形（濃硝酸専用）1両
  - タキ10450形（濃硝酸専用）3両
  - タキ29100形（濃硝酸専用）5両
- 西井所有
  - タキ5050形（塩酸、アミノ酸専用）1両
  - タキ7750形（カセイソーダ液専用）3両
- 日新興業所有
  - タキ5450形（液化塩素専用）1両
  - タキ7750形（カセイソーダ液専用）3両

「昭和60年版私有貨車番号表」『トワイライトゾーンMANUAL13』ネコ・パブリッシング、2004年

## 利用状況
2023年（令和5年）度の1日平均乗車人員は811人である。延岡の都市構造上、当駅から市内の旭化成工場への列車通勤が想定されず、人口や産業構造の割には利用が少なくなっている。宮崎方面の中距離客が多く、特急列車の発車時刻20分前くらいには客が集まる。
近年の1日平均乗車人員の推移は以下の通り。
| 年度   | 1日平均 乗車人員 | 出典   |
| ------ | ---------------- | ------ |
| 1995年 | 693              | -      |
| 1996年 | 714              | -      |
| 1997年 | 685              | -      |
| 1998年 | 687              | -      |
| 1999年 | 683              | -      |
| 2000年 | 684              | -      |
| 2001年 | 713              | -      |
| 2002年 | 678              | -      |
| 2003年 | 713              | -      |
| 2004年 | 772              | -      |
| 2005年 | 800              | -      |
| 2006年 | 811              | -      |
| 2007年 | 798              | -      |
| 2008年 | 824              | -      |
| 2009年 | 822              | -      |
| 2010年 | 834              | -      |
| 2011年 | 801              | -      |
| 2012年 | 846              | -      |
| 2013年 | 845              | -      |
| 2014年 | 816              | -      |
| 2015年 | 842              | -      |
| 2016年 | 837              | [ 14 ] |
| 2017年 | 819              | [ 15 ] |
| 2018年 | 827              | [ 16 ] |
| 2019年 | 833              | [ 17 ] |
| 2020年 | 698              | [ 18 ] |
| 2021年 | 736              | [ 19 ] |
| 2022年 | 766              | [ 20 ] |
| 2023年 | 811              | [ 12 ] |

## 駅周辺
当駅は延岡市の市街地の内、旧恒富村の部分にあたる川南地区の南端付近にあり、延岡市主要部の南側玄関口にあたる。駅前広場にはタクシーが停まっていることが多い。
駅前の西側方向には愛宕山が迫っており、駅と愛宕山の間にある狭い平らな土地に旧国道10号の商店街がある。そのためこの地区は夕方を前にして日が隠れる。駅東側は海まで約1キロメートルでおおむね平坦な低地である。田園地帯などを転用して住宅開発が成され、国道10号（延岡バイパス）沿いにはロードサイド店舗があるなど、郊外の地域である。
駅周辺のおよそ1キロメートル圏内には一戸建てを中心とする住宅団地（一部集合住宅）が多いが、鉄道を使った市内通勤が割合少ないため、当駅と関連付けされることが少ない。一方で、駅前商店街が「南延岡商店街」（正式名称も「南延岡商店街振興組合」）、駅付近の支店名が「南延岡（支）店」であったりするなど、単なるランドマークを超越しほぼ通称地名になっている。地元では、南延岡駅自体は俗に「南駅」（みなみえき）と呼ぶ。

### 西側（駅出入口側）
駅前の旧国道10号を約1キロメートル北上すると市街地（川南地区）および隣接する旭化成工場などに出られる。
- 駅前広場（タクシーのりば、駐車場）
- 南延岡駅前郵便局
- 南延岡商店街
- 南延岡駅前バス停（徒歩約1分強）
  - 中心街・延岡駅方面へ日中一番少ない時間帯でも1時間中3本。
- 延岡社会保険健康センターペアーレ延岡
- 田原病院
- 旭化成柔道場

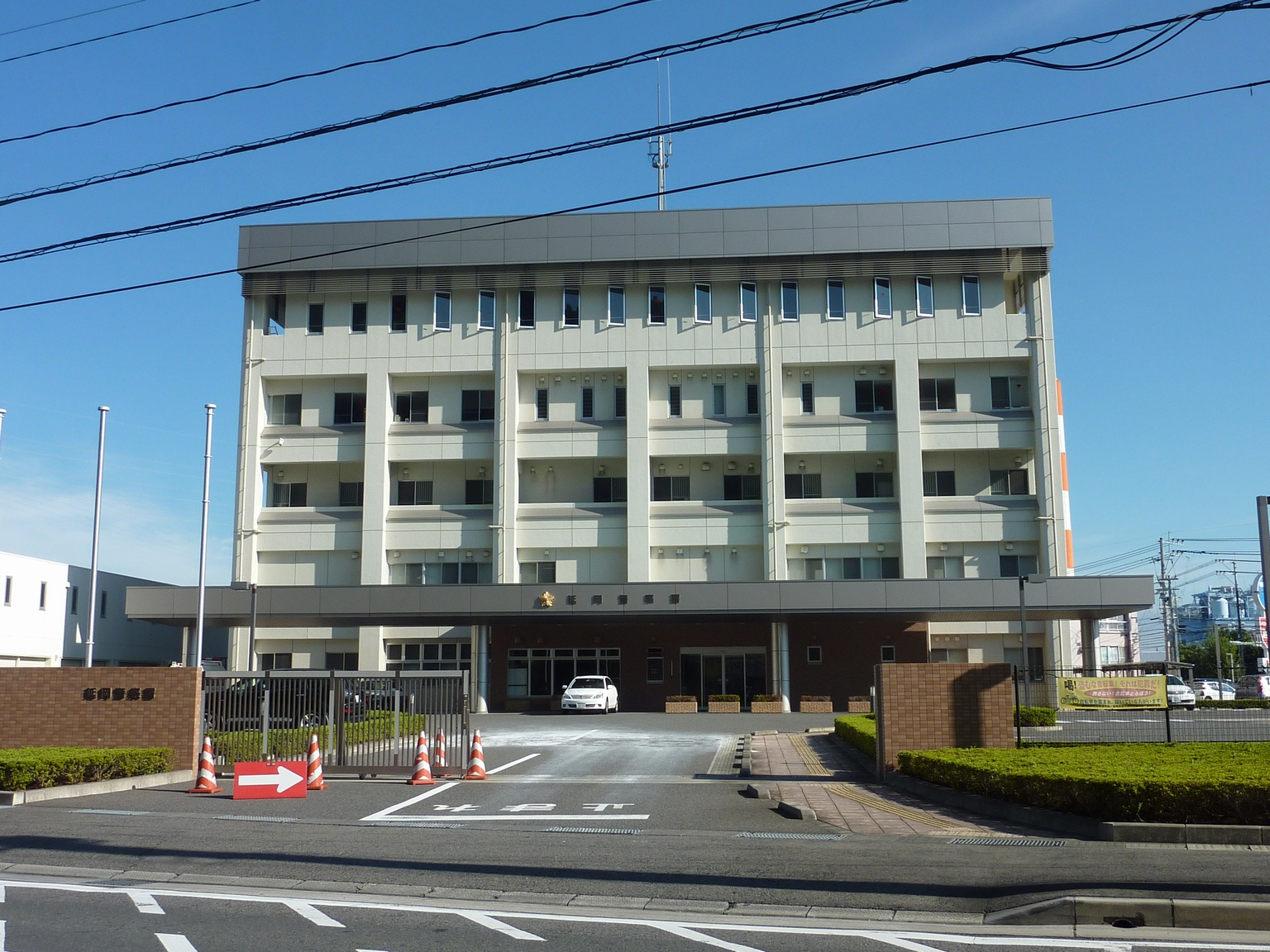
宮崎県警察延岡警察署
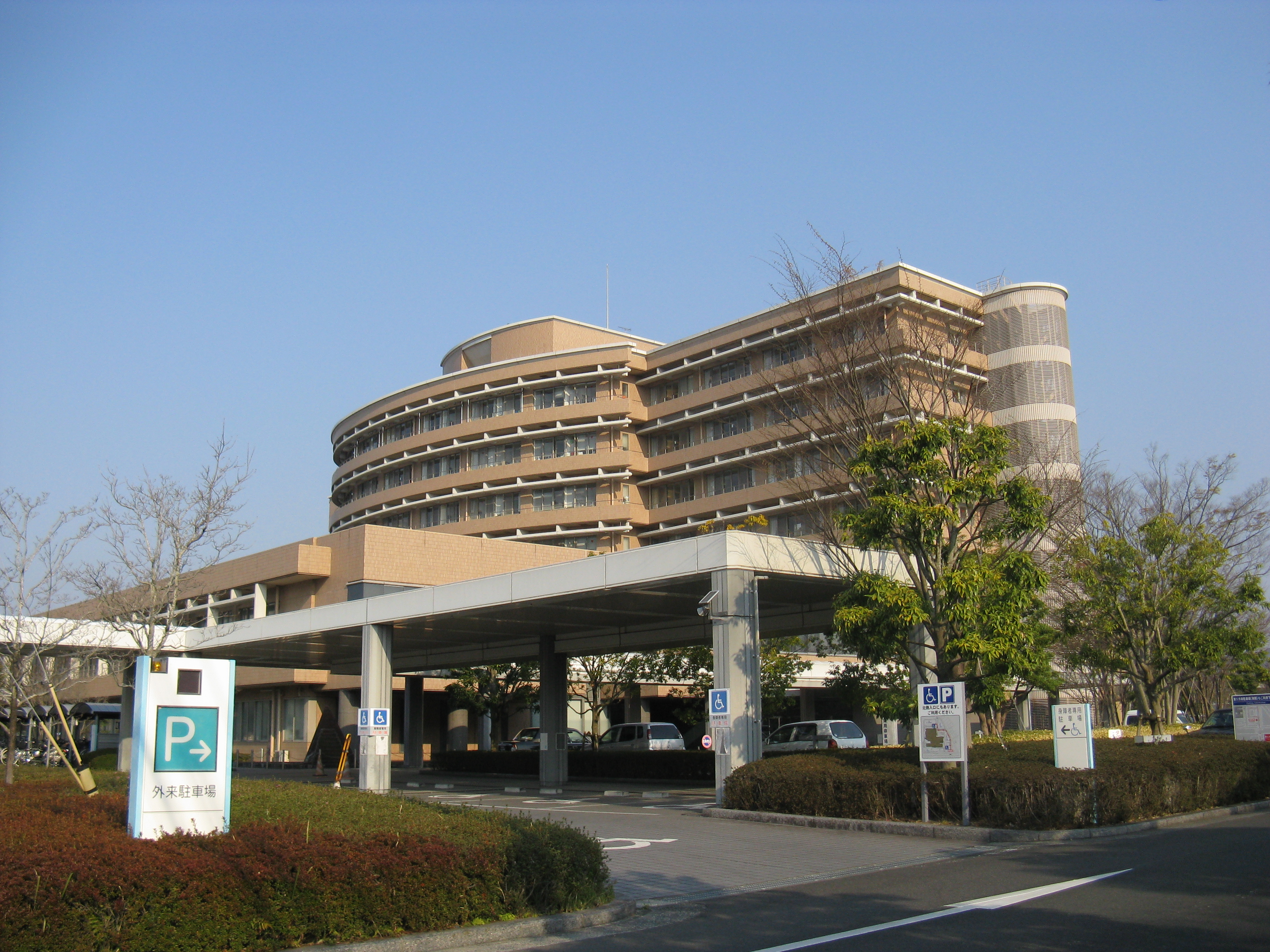
宮崎銀行南延岡支店
- 延岡信用金庫南延岡支店
- マックスバリュ南延岡店
- ザ・ダイソー南延岡店
- 黒瀬病院
- 宮崎交通南延岡車庫（旧・南延岡営業所）
  - 救命堂
- 延岡市立南小学校
- 宮崎県立延岡病院（県病院）
- 宮崎県立延岡青朋高等学校
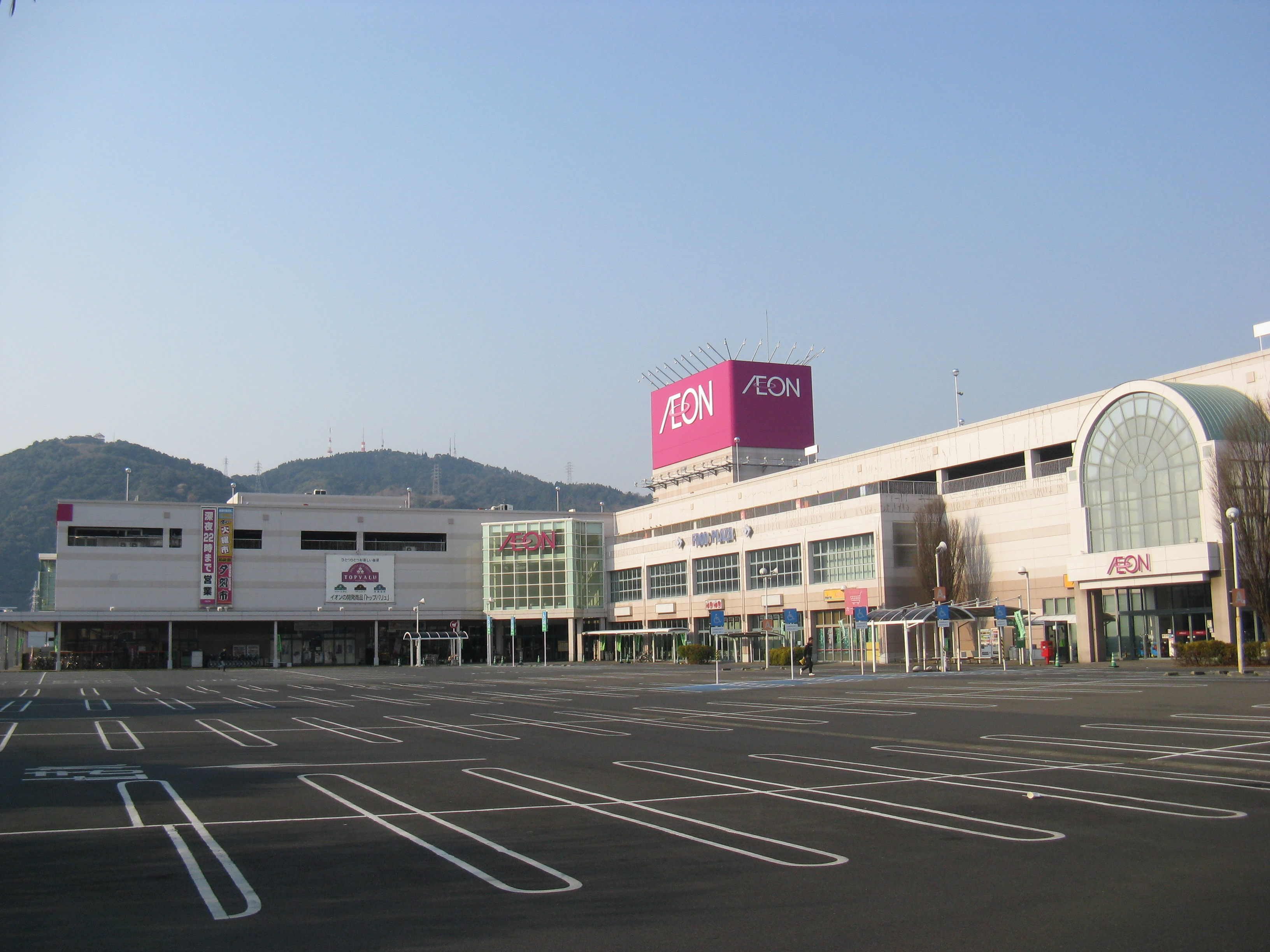
イオン延岡ショッピングセンター
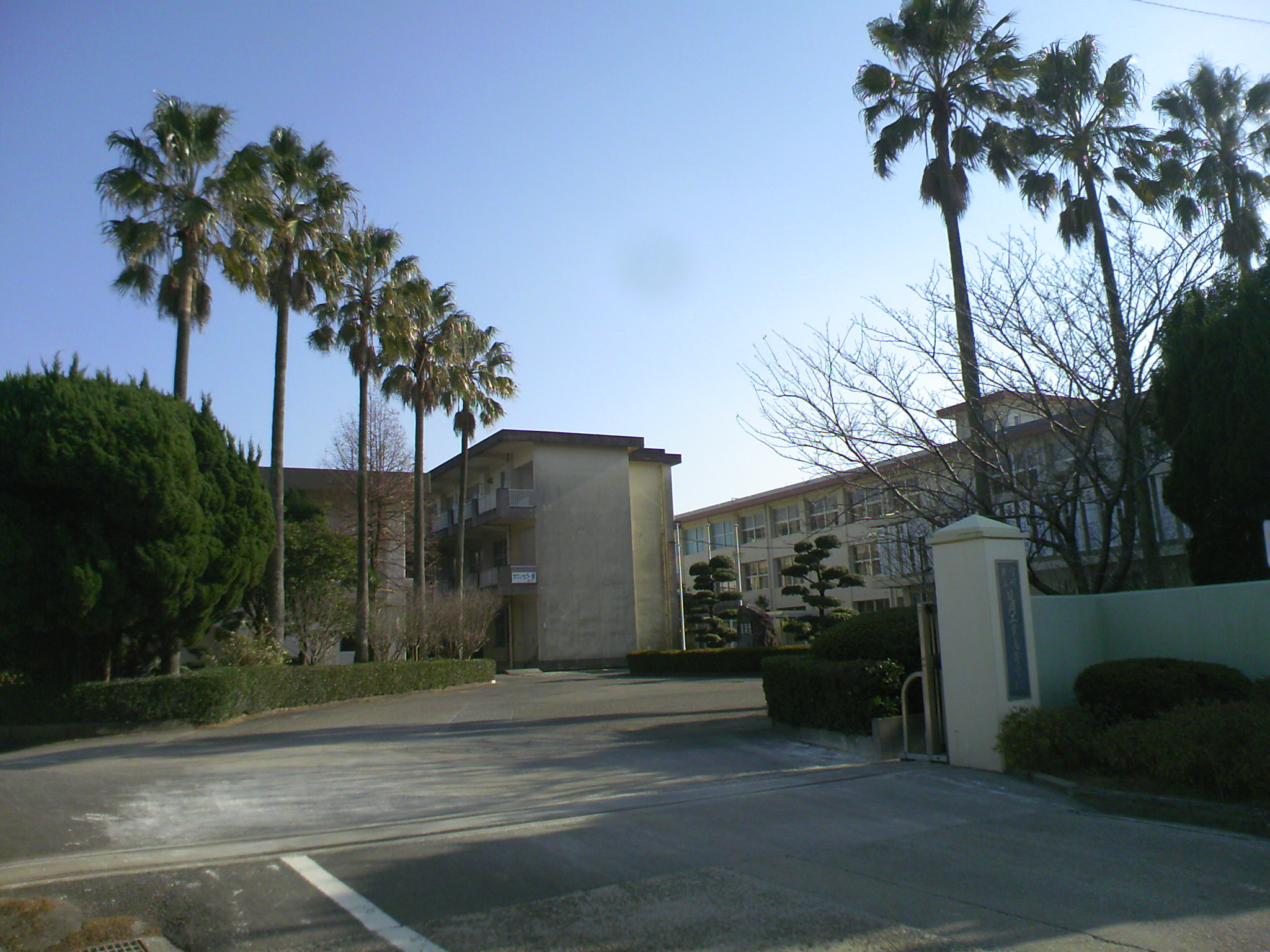
宮崎県立延岡工業高等学校

- 延岡公共職業安定所
- 宮崎県延岡総合庁舎

- 延岡警察署
- 宮崎県立延岡病院
- イオン延岡ショッピングセンター
- 宮崎県立延岡工業高等学校

### 東側（駅裏側）
駅裏側へ行くには、駅入口から駅の直ぐ南の浜町、または駅北方向の別府町（）にある踏切を渡る必要がある。ただし聖心ウルスラ学園聡明中学校・聖心ウルスラ学園高等学校など南方向はこの限りではない。
旭化成レオナ繊維工場、延岡工業高校方面へは徒歩でおよそ15分くらいである。当駅から乗車できるバス便はあるが遠回りの経路である。
- 国道10号
- ベスト電器 延岡店
- ファッションセンターしまむら
- ホームセンター安川
- ニトリ延岡店
- 生活協同組合コープみやざき浜町店
  - ザ・ダイソーコープみやざき浜町店
- 宮崎県立延岡工業高等学校
- ホームワイド緑ヶ丘店
- 旭ケミテック
- 旭化成レオナ繊維工場

## バス路線
付近を通る旧国道10号上、駅前の信号付近に「南延岡駅前」バス停がある。北方向（市街地方面）は横断歩道を渡って右折、南方向（雷管・片田団地・一ヶ岡・土々呂方面）は横断歩道を渡らずに左折したところに乗り場がある。全て宮崎交通が運行。市街地方面へは日中毎時4 - 6本程度運転。なお、「南延岡」バス停は南隣にある別のバス停（旧南営業所前）である。
- 2番のりば（北方向・市街地方面）
  - 延岡駅方面
    - 延岡駅前バスセンター
    - 延岡駅
    - レーヨン
    - 桜ケ丘
    - 今山ニュータウン
    - 延岡学園前
    - 東海（）・川口
    - 宮野浦

  - 九州医療科学大学
  - イオン多々良経由 延岡駅
- 1番のりば（南方向）
  - 南延岡 - 1つ隣のバス停止まり
  - 雷管
  - 片田団地（片田回転場）
  - 南一ヶ岡（）
  - 土々呂方面
    - イオンタウン日向
    - 日向高校前
    - 東細島・宮ノ上
    - 平田病院
    - 赤水（外浦）
    - 一ヶ岡経由 イオンタウン日向（深夜）

## 隣の駅
九州旅客鉄道（JR九州）
■日豊本線
- 特急「にちりん」「にちりんシーガイア」「ひゅうが」停車駅

延岡駅 - 南延岡駅 - 旭ケ丘駅